# Краљевина Румунија
Краљевина Румунија (рум. Regatul României) је била румунска држава заснована на облику парламентарне монархије, која је постојала између 13. марта 1881. и 30. децембра 1947. године.

## Румунија од 1881. до 1914. године

### Спољна политика
Румунија је у оба престоничка дома проглашена краљевином. Први закон нове Краљевине успоставио је орден Румунске звезде, а затим и Румунске круне. Боје династије Хоенцолерна и њихов мото Nihil sine Deo нашле су се на грбу краљевине како би повезале династију и државу. Круна за краља је искована од гвожђа османског топа заробљеног за време рата. Једино Каролово дете је умрло, па је за наследника проглашен његов синовац Фердинанд који се 1893. године оженио принцезом Маријом од Единбурга, унуком краљице Викторије и руског цара Александра II. Румунији је дата османска Добруџа у замену за јужну Бесарабију враћену Русији. У Бесарабији је настављена асимилација која је проценат румунског становништва у њој свела са 74 на 54% до 1896. године, док су се у Добруџу насељавали Турци, Татари и Бугари. Ради добијања признања од свих сила, измењен је октобра 1879. године устав тако да су Јевреји могли да прођу кроз процес натурализације после 10-огодишњег пробног периода, мада су земљу могли да поседују само грађани рођени у Румунији. Силе су тиме задовољене, али је процес успело да прође до Првог светског рата тек око 1000 Јевреја. Избори за нов парламент одржани су 1883. године. Браћану је рачунао да ће умереном изборном реформом обезбедити већу подршку својој странци повећавањем утицаја буржоазије на рачун земљопоседника. Смањењем броја изборних колегијума на 3, ојачан је политички утицај средњег слоја. Конзервативци су се залагали за слободну трговину, а либерали су заступали увођење заштитних царина за индустрију. Краљ је имао кључну улогу у исходу избора служећи се овлашћењем именовања председника владе. Браћану је 1883. године ушао у одбрамбени споразум са Аустроугарском против Русије коме су се затим прикључиле Немачка и Италија. Због јачања аграрног покрета и Браћануове тежње за самовлашћу његова влада је пала 1888. године, а до 1891. године када је на власт позван лидер конзервативаца Катарџи, променило се пет конзервативних кабинета. У међувремену је дошло и до културног и привредног процвата. Румунска академија је основана 1879. године, а Румунска црква је 1885. године добила потврду своје аутокефалности од васељенског патријарха. са Грчком су били затегнути због покушаја Букурешта да Власима улије румунско национално осећање, а са Бугарском због Добруџе. Једино су били добри односи са Србијом. Они ће остати такви и у наредним деценијама.

### Аустро-румунски царински рат
До краја 19. века житарице, нарочито пшеница, чиниле су скоро 85% укупне вредности румунског извоза, а до 1910. године је Румунија била 4. извозник пшенице у свету. Због појачане експлоатације, несрећа сељака се продубљивала. Њихова исхрана је била заснована на кукурузу, а оскудевали су чак и у млечним производима. 80-их година су избијала насиља. Колективна одговорност за неиспуњавање уговора је укинута 1882. године, а употреба силе је забрањена. Немири из 1888. године скренули су пажњу политичара на лоше стање сељаштва. Пољопривредна кредитна банка је основана 1881. године, а 1892. године је реорганизована како би била више усмерена ка сељаштву. Ипак је већина сељака била исувише сиромашна да би се квалификовала за примање помоћи. Године 1889. усвојен је Закон о продаји државне земље издељене на мале површине, при чему су обезбеђени кредити и заштита ситних поседника. Индустрија се окористила широким либералним програмом подршке индустријском развоју. Тек што се ослободила трговачког споразума са Аустроугарском из 1875. године, Румунија је 1886. године увела Општи царински закон којим су заштићене водеће гране пољопривредне производње, углавном прераде шећера и дувана. Како је Аустроугарска објавила царински рат, Британија је преузела место румунског најбољег купца, а Немачка добављача. Царински рат је трајао до 1893. године, а румунска пољопривреда је за то време нашла нова тржишта. Аустро-румунски царински рат послужили су касније, почетком 20. века, као пример Србији која је 1906. године ушла у царински рат са Аустроугарском. По румунском узору, Срби су успели да се изборе са Аустроугарском и да 1912. године потпису повољан трговински споразум.

### Привреда
Либерали су се упустили у стварање самосталног националног индустријског сектора, нудећи предузетницима подстицај и заштиту. Инвестициони капитал је сакупљен из интензивније експлоатације земље, прилива накнадних исплата од аграрне реформе, земље дате под закуп и трговине. Нагли раст спољне трговине подстицао је економску активност и привлачио улагања из иностранства. Закон о рудницима из 1895. године отворио је пут страном капиталу и означио прекретницу у нафтном сектору који је постао најдинамичнија грана индустрије. Више од половине производње из петролејских лежишта северно од Букурешта и око Плоештија је извожено, а већина рафинерија се нашла у власништву немачког, холандског, британског и америчког капитала. Држава је била највећи потрошач пошто је крајем века заменила угаљ нафтом у железничком саобраћају. Створен је модеран монетарни и мерни систем, савремена транспортна мрежа и основане су банке. Кредитне банке су осниване упоредо са приватним, али је постало неопходно да се створи Народна банка Румуније што је и учињено 1880. године Она је била и централна трговинска банка и организована је као акционарско друштво са домаћим капиталом у коме је од 1901. године постојало и државно учешће.

### Унутрашња политика и немири крајем 19. и почетком 20. века
Катарџијева влада трајала је до 1895. године када је он поднео оставку и уступио место либералу Димитрију Стурдзи. Његов кабинет је пао 1899. године због устрајавања да остане у Тројном савезу. Нову владу образовао је конзервативац Георге Кантакузен до 1901. године, када се на власт вратио Стурдза чија је нова влада потрајала до 31. децембра 1904. године. На власт је поново дошао Кантакузен, а главну улогу у влади је имао министар финансија Таке Јонеску. Исте године тај кабинет је смењен, а вођство владе је по четврти пут преузео Стурдза. Његов кабинет је приступио ликвидацији аграрне кризе. Румунски сељаци су били најсиромашнији у региону, упркос неким мерама владе попут развоја народних банака и давања правног статуса задругарима. Оне су донекле погодовале само боље стојећим сељацима, док су остали били изложени експлоатацији земљопоседника, закупаца и зеленаша и природним непогодама, као што су то биле суше 1899. и 1904. године. Немир у једном селу у области Ботошани на северу Молдавије 1907. године брзо се претворио у распрострањену побуну сиромашних. До краја марта буна се проширила до западне Олтеније на другом крају државе. Иако су први устали најсиромашнији сељаци, ускоро су им се придружили и остали, затим свештеници, учитељи и распуштени резервни подофицири који су чинили вођство устанка. Земљопоседници су гоњени, чак и убијани, летина је спаљивана, поседи заузимани, куће и радње рушене. У једном тренутку 20 000 сељака је заузело град Ботошани. У неким областима Молдавије у којима је било доста јеврејских закупаца буна је добила изразити антисемитски карактер. Влада је послала генерала Александра Аверескуа, министра војног, да заведе ред. Број убијених у току устанка износио је бар 10 000 људи. Спроведено је низ законских мера за уређивање и олакшавање услова сељачких обавеза према земљопоседницима, за обезбеђивање повољнијих кредита који би омогућили сељацима да изнајме и купе земљу коју су власници нудили на продају. Године 1909. нови председник владе постао је Јонел Браћану, син Јона Браћануа који је умро 1891. године. Тиме је наговештена потпуна победа буржоаског над земљопоседничким елементом унутар Либералне странке. Реформама је смањен број наполичара, док се увећао број задругара који су узимали земљу под закуп. Ипак, и те мере су више користиле богатијим него већини сиромашних сељака. Браћану је сматрао да му је главни задатак трансформација привреде унапређивањем индустрије. Заправо се налазио између либерала и конзервативаца, са ставовима за изборну реформу путем ширења гласачког права, земљишну реформу ради потпоре сељачким имањима средње величине путем продаје државних и чак приватних имања, а у спољној политици је заступао отворенију подршку Румунима у Угарској и приметнију наклоност ка Француској. Петре Карп, који је у име конзервативаца преузео владу у току балканских ратова, такође је подстицао индустрију и продају државног земљишта добростојећим сељацима, што је говорило о расцепу и унутар конзервативне странке. Његов кабинет је због све заоштренијег питања изборне и аграрне реформе децембра 1913. године поднео оставку, а краљ је поново позвао Браћануа на власт. Овај је тада изнео програм реформи који је садржао опште право гласа и конфискацију приватних земљишних поседа, а у спољној политици је најавио заокрет, мада се није обавезивао ка Антанти. На изборима фебруара 1914. године изабран је већински либерални парламент који је одмах ставио на дневни ред реформе. У јуну је изабран посебан ревизиони парламент са задатком да их усвоји, али је избијање Првог светског рата условило одлагање тог посла.

### Новине у Румунији до Првог светског рата
- Новине Краљевине Румуније
- Alegătorul liber 23. јануар 1875.
- Bukarester Tagblatt 10. август 1880. (на немачком)
- Voința naționala, 1. новембар 1884.
- Opinia, 22. август 1913.

### Румуни у Угарској
Румуни у Угарској су се састали 1881. године у Сибиуу ради оснивања Румунске народне странке. Својим програмом су захтевали обнову ердељске аутономије по узору на Хрватску, проширивање права гласа и званично увођење у употребу румунског језика тамо где је био претежан. Румунски прваци су избегавали постављање било каквог социјалног захтева, али су остали подељени око питања учешћа у политици до 1890. године када су напустили пасивни став. Њихов председник Рацију је повео једну делегацију у Беч да би цару објаснио становишта његових румунских поданика, али је владар одбио да их прими, образлажући то одредбама устава. Њихов меморандум је прослеђен влади у Будимпешти, која је 1894. године отворила судски процес против вођа. Они су затворени, а странка распуштена. Румунски, српски и словачки политичари су се састали 1895. године у Будимпешти тражећи реорганизацију Монархије на етничком уместо на историјском начелу. Влада је поново забранила Румунску народну странку, али је она наставила да делује, јер су њени образовани чланови постали активнији у културној сфери, стварајући чврсте везе са својим колегама у Румунији. Православна и Унијатска црква су такође очувале самосталност својих црквених и просветних делатника. Године 1905. странка је изменила циљеве усвојивши захтев за остваривање аутономије за све крајеве у којима су живели Румуни. Пошто су се определили за уставна средства, вођа Јулију Манију и 8 њених првака су исте године изабрани у угарски парламент. Године 1906. њихово присуство у парламенту је појачано, па су заједно са Србима и Словацима створили мањински посланички клуб привржен идејама аутономије, демократије и федерализације. У сврху румунског уједињења деловала је и Културна лига, преименована 1914. у Лигу за политичко јединство свих Румуна. Као део Тројног савеза званична Румунија није могла да отворено подржи тежње својих сународника у Ердељу, па је у време анексионе кризе било речи о прекидању тог савеза. Букурешт се због претње са бугарске стране заинтересовао за македонске Влахе и радио на њиховој аутономији код Порте. Питање ће бити решено током Првог балканског рата.

## Румунија у Првом светском рату

### Румунија до пада Букурешта
Ушешће Румуније у Првом светском рату може се поделити на два периода: 1) Период неутралности, 2) Период борбе против Централних сила, 3) Период након пада Букурешта децембра 1916. године. О проблему трансилванијских Румуна расправљали су Франц Фердинанд и Виљем II јуна 1914. године на састанку у Конопишту у Чешкој. Он је због Мађара стајао између Централних сила и Румуније, иако су оне имале уговор о савезу још из 1883. године. Крунски савет Румуније се 3. августа 1914. године већински изјаснио за неутралност, упркос наклоњености Централним силама, те је краљ Карол, након што је чуо да је и Италија остала неутрална, објавио такву одлуку. Браћану као председник либералне владе, са краљевим знањем је издејствовао да се 1. октобра 1914. године између Русије и Румуније склопи погодба о румунској неутралности до тренутка који би она видела као погодан за ступање у рат и гарантовање њеног територијалног интегритета уз дозволу да узме Ердељ и део Буковине по ступању у рат. Краљ Карол I је већ 10. октобра умро, а наследио га је Фердинанд. Успех Брусиловљеве офанзиве утицао је на одлуку румунске владе да ступи у рат, иако држава уопште није била спремна за то. Британска и француска влада су упркос руском противљењу обећале Румунима да ће кренути у офанзиву на солунском фронту ради ангажовања бугарске и османске војске. Уговор Румуније са Антантом 17. августа 1916. године предвиђао је присаједињење Ердеља, Буковине и Баната Румунији у замену за објаву рата Централним силама. Румунија је заиста објавила рат 28. августа, али јој је Бугарска нанела тежак пораз у Добруџи већ 6. септембра. Очекивана офанзива на солунском фронту трајала је од 9. до 17. августа, те није помогла. Руси су морали преузети терет рата и на овом новом фронту. На дан 29. септембра аустро-немачка армија под командом Фалкенхајна отпочела је муњевиту офанзиву из Ердеља, потиснула Румуне који су упали и ушла у Влашку. Друга немачко-бугарска армија под Макензеном прешла је у офанзиву у Добруџи, запосела линију Чарнавода-Констанца и упала у Влашку. Тако притешњени слаби Румуни нису могли ништа, Букурешт је пао у немачке руке 6. децембра 1916. године. Руска војска је препречила пут Фалкенхајну и Макензену у Молдавији и тиме зауставила даљи продор.

### Румунска влада у егзилу
Румунска влада се повукла у Молдавију са већим делом централног државног апарата, војском и неким предузећима и 24. децембра је реорганизована, док је у окупираним подручјима завладао режим војне управе са циљем да се што веће количине пољопривредних и индустријских производа ставе Централним силама на располагање. Румунска Генерална банка са немачким капиталом је овлашћена да пусти у оптицај новац. Организована је румунска администрација под управом конзервативца Лупуа Костакиа. Део становништва се повукао у Молдавију, те је су учестале несташице, а услови живота су били тешки. Харале су болести, нарочито трбушни тифус. Ради ублажавања ситуације закон о реквирирању је проширен и на пољопривреднике и жене. Држава је од октобра 1916. до маја 1918. године узимала зајмове од Народне банке Румуније и Банке Енглеске, али је тиме проузрокован пад вредности леја. У договору са руском владом, у два маха је послата на чување у Москву ризница Народне банке вредности 300 000 000 леја у злату и друге државне и приватне драгоцености. Десно крило Национал-либералне партије основало је априла 1917. године Партију рада, а краљ Фердинанд је, како би предупредио устанак сељака, 5. априла издао проглас којим је сељацима обећао земљу и опште право гласа. Јуна је Уставотворна скупштина изгласала уношење аграрне реформе и општег права гласа у устав. Бројни парламентарци и интелектуалци послати су у Одесу, САД и Француску, да бране интересе земље. Влада је поново реорганизована 23. јула. Војска је уместо на три, подељена на две армије, са 15 пешадијских и 2 коњичке дивизије. Прва румунска армија је на захтев Антанте запосела сектор на доњем Сирету са циљем отпочињања офанзиве у Намолоаси, али се ситуација искомпликовала, те до офанзиве није дошло. Друга армија под командом генерала Аверескуа почела је 24. јула офанзиву код Мараштија у садејству са руском IV армијом и Румуни су стигли до реке Путне. Армије Централних сила су 6. августа почеле контраофанзиву код Марашештија и Ојтуза, али су одбијене и фронт се септембра смирио. Услед догађаја у Русији Румунија је закључила привремено примирје 11. децембра 1917. Ради преговора са Централним силама Браћануова влада је уступила место Аверескуу 8. фебруара 1918. године, У Букурешт је упућена делегација да преговара о примирју.

### Последње две године рата
Румунски агенти су 1917. године продрли у покрајински совјет Бесарабије (Сфатул цериј) трудећи се да постигну окупацију Бесарабије, али се овај изјаснио против присаједињења и 2. децембра 1917. године прогласио Молдавску Народну Републику и њен улазак у састав Федеративне Руске Демократске Републике. Румуни нису признали ту одлуку и упали су у Бесарабију уз помоћ генерала Шчербачова, помоћника краља Фердинанда као главнокомандујућег. Због ове окупације избило је румунско-руско непријатељство. Након инцидента у вези опкољавања 194. Тројичко-сергијевског пука и хапшења комитета 195. пука, почеле су совјетске војне операције. Ове трупе су потукле румунску дивизију која се пребацила преко Дњестра, те су започети преговори за мир који је уговорен у Јашију 5. марта 1918. године, а потврђен у Одеси 9. марта. Румунија се обавезала да евакуише Бесарабију у року од два месеца и не предузима никакве акције против Совјетске Русије, која ће јој дати вишак житарица из Бесарабије. Међутим, истог дана Румунија је потписала и уговор са Немачком и Аустроугарском који је остављао Бесарабију у њеним рукама. Немци су захтевали да краљевска породица напусти земљу до закључења мира, да Румунија преда налазишта нафте, железнице и пристаништа немачким трговачким друштвима и стави своје финансије под контролу Немачке, да се јужна Добруџа врати Бугарској, а зона од Констанце до Чернаводе буде слободна. Аустроугарска је била радикалнија у територијалним захтевима, тражећи целу Добруџу за Бугарску и велике територије за Мађарску. Румунска влада је смењена, а прелиминарни споразум је у име нове владе 5. марта потписао Маргиломан који је одмах након тога дао оставку. Он је предвиђао да Румунија испоручује све продукте своје пољопривредне производње Немачкој и Аустроугарској, да налазишта нафте у деведесетогодишњи закуп и Добруџу Бугарској до железничке пруге Чернавода-Констанца. Сфатул цериј, чије је три четвртине чланова румунска полиција већ ухапсила, донео је 9. априла 1918. године одлуку о припајању Бесарабије Румунији, Букурешки мировни уговор 7. маја 1918. године потврдио је услове прелиминарног мира. Одржани су нови избори на којима је конзервативна влада добила већину. Краљ је систематски одлагао ратификовање Букурештанског уговора у новом парламенту. Дан пре закључења примирја са Немачком, 10. октобра. Румунија је обновила непријатељство и затражила од Макензена повлачење немачких трупа, чиме се сврстала на победничку страну. Тако је стекла право и на удео у подели аустроугарских територија.

## Румунија у Међуратном периоду

### Политичке странке
Румунија је изашла из Првог светског рата са мањинама које су чиниле 1/3 становништва, опустошена и опљачкана. Најхитније је било решити проблем глади у време када је 1919. године железнички саобраћај био парализован штрајком који се проширио на производњу угља и нафте и октобра 1920. године се на позив социјалиста претворио у генерални штрајк. Либерали су се вратили на власт, али је Браћану поднео оставку владе пре одржавања парламентарних избора новембра 1919. године. Ниједна странка тада није добила већину. Либерали су имали 18, конзервативци 3, а нова Сељачка странка 11%, док је Румунска народна странка из Ердеља добила чак 30%. Створена је коалиција Румунске народне и Сељачке странке која је владала под ердељским вођом Александруом Вајдом. Вођа Сељачке странке Јон Микалаке постао је министар пољопривреде у циљу спровођења земљишне реформе. Прве мере спровели су још либерали децембра 1918. године када је 2 250 000 ha обележено за прерасподелу. Микалакеов програм је предвиђао ограничавање површине поседа на 100 ha, прогресиван порез на приход, минималну индустријску надницу, осмочасовни радни дан и надзор градских ренти. Удружена опозиција двора, старих странака и Аверескуа, зауставила је коалицију. Краљ Фердинанд је марта 1920. године позвао Аверескуа као мандатара и распустио парламент. Генералова Народна лига је на изборима освојила 43% и окончала штрајк увођењем ванредног стања. Наредне године је спровела своју аграрну реформу која се разликовала у зависности од власника, добитника и земљишта. Максимум поседа се кретао 100-200 ha, а имања од 5 ha су дељена на 20-огодишњу отплату. Због цепања унутар Лиге и Аверескуове све веће подређености либералима опозван је децембра 1921. године. Године 1922. одржани су избори за уставотворну скупштину у којој су либерали стекли двотрећинску већину. Либералски устав који је проглашен 29. марта 1923. године био је проширени и модернизовани устав из 1866. године. Довршен је 1925. године административном поделом читаве територије на департмане по француском узору. Исте године је Православна црква Румуније уздигнута у ранг Патријаршије. Држава је помагала и католичке, протестантске, јерменске, јеврејске и муслиманске заједнице. Либерали су спровели најширу аграрну реформу у читавој Европи са изузетком Русије. Око 4 000 000 ha подељено је између 1 400 000 сељака. Сељачка и Народна странка су се 1926. године сјединиле у Националну сељачку странку која је под вођством Манијуа постала главна опозициона снага. Комунистичка партија је због уважавања ставова Коминтерне 1924. године стављена ван закона и деловала је само конспиративно, док су преостали социјалисти постали Румунска социјалдемократска странка која никад није освојила више од 4% гласова.

### Спољна политика
Марта 1921. године закључен је уговор о узајамној војној помоћи у случају неизазване агресије неке треће силе са Француском, какве је Француска већ имала са Белгијом и Пољском. У току 1921-1922. године Румунија се повезала са Краљевином СХС и Чехословачком у оквиру Мале Антанте. Дана 10. јуна 1926. године у Паризу је закључен уговор о савезу Француске и Румуније који је садржао и гаранцију румунских граница укључујући и Бесарабију, што је изазвало оштру реакцију Совјетског Савеза. Сличан уговор са Румунима потписали су и Италијани 16. септембра. Марта 1926. године либерали су по бугарском примеру увели нов изборни закон који је странци са 40% гласова давао ½ свих скупштинских места, док би остатак био пропорционално дељен међу осталим партијама које су прешле квоту од 2%. Резултати локалних избора нису били повољни за либерале који су сем тога бринули и због наследства трона, јер је краљ Фердинанд био болестан. Престолонаследник Карол се женио више пута, прво без краљевог одобрења, затим грчком принцезом Јеленом од које се касније растао, а онда је у иностранству од 1925. године када је натеран да се одрекне престола живео са разведеном Румунском, Еленом Лупеску.

### Криза током 1920-тих година
Браћану је одлучио да се повуче и саветовао је краљу да се окрене Аверескуу. На изборима у мају 1926. године генералова Лига је добила 53%, али су се односи са либералима покварили због разних маневара. Браћану се вратио на премијерско место и организовао нове изборе у јулу на којима су либерали добили 62%. Две недеље касније Фердинанд је умро и наследио га је 5-огодишњи унук Михаило, Каролов син, у чије име је владало тројно намесништво. Смрћу Јонела Браћануа у новембру либерали су остали и без вође. Његов брат Винтила није поседовао ауторитет којим би држао либералне фракције уједињеним. Новембра 1928. године поднео је оставку. Одлучност у намери да се избегне зависност од страних улагања изискивала је да индустријализацију финансира сељаштво. Дажбине на извоз пољопривредних производа обезбедиле су домаћим фабрикама јефтину храну и сировине, али су повећале њихову цену на светским тржиштима. Лоше жетве су довеле до учесталих жалби сељака. Намесници су после Винтилине оставке поверили мандат Манијуу. Децембарски избори 1928. године сврставају се у најпоштеније у румунској историји. Народна сељачка странка је у коалицији са социјалдемократама и Немачком странком Ердеља освојила 78% гласова. Манијуова влада је ставила нагласак на пољопривреду у циљу стварања снажног слоја богатијих сељака. Она је укинула већину ограничења на страно учешће у привреди, али су због светске економске кризе обећања бирачима остала неиспуњена. Суочена са немирима индустријских радника, Народна сељачка странка је основала своју гарду, али је принц Карол искористио нејединство владе и слетео у Букурешт у јуну 1930. године. Манију је поднео оставку, а парламент је прогласио краља Карола II, док је Михаил враћен на место престолонаследника са титулом великог војводе од Алба Јулије.

### Гвоздена гарда
Манију је прихватио да се врати на место премијера, али није могао да се сложи са краљем, нарочито због госпође Лупеску, те је у октобру поднео неопозиву оставку. У земљи су у то време већ били основани неки националистички покрети. Корнелију Зелеа-Кодреану је као студентски вођа из универзитетске средине Јашија 1927. године основао Легију арханђела Михаила, наводно након визије коју је доживео у затвору, а 1930. године је створио и паравојну омладинску формацију са зеленим кошуљама познату као Гвоздена гарда. Министар унутрашњих послова у Манијуовој влади, Вајда, дозволио му је да неко време делује у Бесарабији. Покрет је одмах придобио образоване људе који су због економске кризе остали без посла. Заступао је идеју хришћанског крсташког рата за очување целовитости велике Румуније којој је запретила јудео-комунистичко-инострана завера. Народна сељачка странка држала је власт са прекидима до 1933. године. Краљ се кретао између Вајде и Манијуа. На изборима 1931. године. Кодреануова Гвоздена гарда освојила је 31 000 гласова. Он је као капетан покрета следио постојеће моделе за униформе, обојене кошуље, поздрав и идеју о вођству, наводну православно-манихејску борбу добра и зла и култ сељака као отелотворења чистоте. Прихватио је непријатељство према космополитизму, рационализму и индивидуализму, додавши им очараност смрћу. Године 1933. основан је Фронт земљорадника под вођством Петруа Грозе. Краљ Карол је 1933. године позвао новог вођу либерала Јона Дуку да састави владу. Овај је распустио Гвоздену гарду пре децембарских избора. Многи сељаци су пришли либералима који су тако освојили 51% гласова. Гвоздена гарда се осветила и Дука је пао као жртва атентата. Проглашено је ванредно стање, а либерали, подељени на две фракције, нису нашли за сходно да се уједине. Краљ је занемарио вођу старе струје Константина Браћануа и позвао је као мандатара вођу младе струје Георгеа Татарескуа. Полиција је користила Гвоздену гарду за обрачун са комунистима и дозвољено јој је да делује под именом Све за отаџбину. По истеку мандата парламента септембра 1937. године спроведени су избори у коме нико није добио већину. Татарескуови либерали су добили 36, Сељачка странка 21, Отаџбина 15, а 9% добила је недавно основана Народна хришћанска странка која је под вођством песника Октавијана Гоге окупила крајње десничарске групе. Како би показао јачину своје воље, краљ је позвао Гогу да састави владу. Он је увео квоте етничких Румуна у предузећима и протеривао је Јевреје који су се населили после 1918, а насиља су толерисана. Колапс финансија је показао да су Јевреји били значајни за стабилност румунских финансија. Либерали су се окупили и са Манијуом почели преговоре о стварању Уставног блока. Неки међу њима су подстицали краља да именује владу од водећих личности која би привремено укинула уставно стање.

### Ширење немачког утицаја
Карол је 10. фебруара 1938. године суспендовао устав, распустио парламент и странке и именовао саветничку владу на челу са патријархом Мироном. У њу су укључена 7 ранијих премијера. Генерал Јон Антонеску је задржан на месту министра одбране, а народно-сељачки министар унутрашњих послова Арман Калинеску је постао ослонац кабинета. Владар је укинуо устав из 1923. године и изнео нови који му је давао сву власт на референдум. Парламент, одабран по корпоративистичким основама, потврдио је краљевске одлуке. 75 департмана прегруписано је у 10 региона. Ради стицања масовне подршке по Калинескуовом савету децембра је настао Национални фронт препорода са Вајдом на челу. Кодреану и његови помоћници су ухапшени априла 1939. године, суђено им је и затворени су због убиства Дуке и велеиздаје. Новембра су приликом пребацивања у други затвор убијени, наводно у покушају бекства. Следећи пример Француске Румунија је 1934. године успоставила дипломатске односе са СССР-ом, али пакт о међусобној помоћи није закључен, јер је министар спољних послова Титулеску смењен 1936. године. Краљ је новембра 1938. године ишао у Лондон и Париз тражећи потпору против немачког економског продора на Балкан, али се вратио разочаран. У повратку се кратко сусрео са Хитлером и понудио му тешње економске везе са Рајхом у замену за подршку пред мађарским и совјетским територијалним захтевима. Хитлер је захтевао ослобађање Кодреануа и састављање владе са њим, те је Карол наредио да се гардисти погубе, а онда је за министра спољних послова именовао Григора Гафенкуа, народњачко-сељачког политичара и новинара приврженог Западу, али је након уништења Чехословачке марта 1939. Румунија морала да попусти. Дана 23. марта 1939. године потписан је трговински уговор са Берлином којим је румунска привреда практично стављена на располагање Рајху. После смрти патријарха Мирона у пролеће 1939. године Калинеску је постао премијер, али га је обновљена Гвоздена гарда убила. Краљ је на чело владе поново довео Татарескуа, против кога нису деловали ни Манију ни Константин Браћану, али му нису ни пружили подршку. Гвоздена гарда се поставила помирљиво и краљ је примио њене вође у априлу 1940. године, а у јуну је Гафенку смењен и послат као посланик у Москви.

## Румунија у Другом светском рату
Слично ситуацији на почетку Првог светског рата, Румунија је прогласила неутралност већ 4. септембра 1939. године. Премијер Калинеску пао је 21. септембра као жртва атентата Гвоздене гарде. Именована је пронемачка влада у коју је ушао Хорија Сима, Кодреануов наследник. Напори државе да развије привредне односе са силама имали су негативан ефекат. Краљ Карол II се кобно компромитовао када је због споразума Хитлера и Стаљина предао Бесарабију и северну Буковину СССР-у 26. јуна 1940. године, затим 30. августа северни Ердељ Мађарима по Другој бечкој арбитражи, а јужну Добруџу Бугарима. Џигуртова влада формирана 4. јула пала је 4. септембра, а генерал Антонеску је краљевским указом постављен за премијера. Карол је два дана касније принуђен да абдицира у корист сина Михаила, јер Хитлер није имао поверење у њега, и отишао је из земље возом са љубавницом, уметничким делима и вагонима пуним драгоценостима. Антонеску је проглашен за руководиоца државе са диктаторским овлашћењима и формирао је војно-легионарску владу.
Немачке трупе су почеле да улазе у земљу од октобра 1940. године и јануара 1941. године досегле број од 500 000 људи. Гвоздена гарда је довела земљу до анархије у којој су многи Јевреји понижавани и на крају убијени. Од 21. до 23. јануара 1941. године трајала је побуна легионара са циљем уклањања Антонескуа и успостављања своје власти коју је војска угушила. Хитлер је, како би несметано могао да се снабдева румунском нафтом, дао одобрење Антонескуу да је обузда и формирана је нова влада од војних лица и техничара. Антонеску је учествовао у немачком нападу на СССР и заузврат је Румунија добила назад територије које је предала СССР-у годину дана раније и Трансинистрију, област између Дњестра и Буга, у којој је нестало неколико хиљада људи, нарочито Јевреја. Цена је била превисока: 1/4 румунских војника је изгинула на Источном фронту. Погоршали су се и односи између Антонескуа и младог краља Михаила.
Комунистичка партија Румуније ушла је 1942. године у сарадњу са неким мањим левичарским грађанским странкама. Фебруара 1944. године једна румунска делегација послата је у Каиро да испита могућност извлачења Румуније из рата пре уласка Црвене армије у њу, али није имала успеха и Црвена армија је у априлу ушла у земљу. У пролеће 1944. године формиран је Јединствени раднички фронт комуниста и социјалдемократа који је јуна ступио у савез са Националном сељачком партијом и Националном либералном партијом чиме је основан Национално-демократски блок. Могућа совјетска окупација постала је извесна 20. августа када је више од 90 совјетских дивизија пробило немачке редове на преко 600 km дугом фронту од Карпата до Црног мора и наставило према Букурешту. Краљ Михаил је наредио маршалу Антонескуу да тражи примирје, а када је овај то одбио, закључан је 23. августа у трезор у коме се чувала краљевска колекција поштанских марака. Наредног дана земља је прекинула све везе са Немачком, а до 26. августа је Букурешт очишћен од немачких трупа. Дана 12. септембра потписано је примирје у Москви уз обавезу румунских војних снага да пређу на страну савезника и ставе се под врховну команду Совјета који су добили право да се мешају у унутрашње послове Румуније. Иако је примирје поништило Бечки уговор из 1940. године, северни Ердељ је на крају остао Мађарској. Румунске трупе су одбиле две офанзиве непријатеља; од 5. до 8. септембра на Ердељској висоравни и од 14. до 18. септембра у Кришани и Банату. До почетка октобра Немци су одбачени на румунске границе са Мађарском и Југославијом. Дебрецинска операција румунских и совјетских трупа почела је 6. октобра у циљу ослобађања северозападног Ердеља и мађарске територије до Тисе. Ангажовано је око 260 000 Румуна. Румунске јединице су учествовале и у ослобођењу Чехословачке. Мађарско-чехословачка граница је пређена 18. децембра 1944. године. Упркос свему томе, на мировној конференцији у Паризу није јој признат статус учесника у рату на страни савезника.

## Краљевина Румунија после Другог светског рата

### Политика Румуније након рата
Након државног удара 23. августа 1944. године најзначајнији фактор домаће политике у Румунији био је краљ. Армија је склоњена са политичке сцене, док су старе партије, Народна сељачка под вођством Манијуа и Либерална под Браћануима, остале на њој. НСС је била веома популарна међу сељаштвом, док је ЛП имала подршку већих индустријалаца, трговаца, земљопоседника и високог свештенства Румунске православне цркве. НСС се делио на ердељске националисте и аграрце из Регата, а ЛП на стару фракцију Константина Браћануа и младу Георгеа Татарескуа, који је децембра иступио из партије и основао Национално-либералну партију. Сем њих, држала се и Социјалдемократска партија која је имала подршку КВ радника у Регату. Њену већинску фракцију водио је Думитру Петреску који се залагао за самосталност и социјалдемократску политику партије. Још две моћне организације биле су Орачки савез, основан у Ердељу 1933. године као заступник сиромашних сељака под вођством Петруа Грозе и скоро непостојећа Комунистичка партија Румуније. Она је августа 1944. године имала само 844 члана, а од тада је брзо расла захваљујући либералним условима пријема и примању читавих група, нпр. дивизије Тудор Владимиреску. Није одбијала чак ни чланове Гвоздене гарде.
Прву владу након пуча формирао је генерал Константин Санатеску од четири представника НСС, три СДП и једног комунисте. Због националног понижења у вези са северним Ердељом, поднео је оставку већ 2. децембра, а нову владу је оформио генерал Николае Радеску. У време његове владе настављена је чистка министара и старијих чиновника из доба пре 1940. године, а такође и политика против немачке мањине у Ердељу (они на повлашћеним положајима и припадници паравојних немачких организација лишени су румунског држављанства, а све немачке националне организације су распуштене), пооштрене су законске мере уведене против ратних злочинаца и профитера, настављена је конфискација индустријске робе и опреме, експропријација хране.
СССР се спремао да масовно депортује румунско становништво. Румуни који су побегли из Буковине и Бесарабије су већ послати под изговором да су то совјетски грађани. Јануара 1945. године је објављено да ће сви Немци 17-45 и Немице 18-30 година бити одведени у СССР да раде на обнови Стаљинграда и других порушених градова; те депортације су ограничене тек након америчке интервенције. Санатеску и Радеску су се борили против мешања СССР-а, а КПР је пунила полицијске редове личностима којима се могло манипулисати. Радеску је зато преузео министарство унутрашњих послова, али је његов подсекретар био комуниста. Локална управа је такође била под комунистичким утицајем. Сељацима су саветовали да отимају земљу чиме су их одвајали од НСС, преузели су контролу над неким удружењима. У јануару 1945. године у Букурешту је одржан конгрес синдиката и формирана Генерална конфедерација рада под контролом комуниста, а њен генерални секретар постао је Георге Апостол. Ана Паукер и Георге Георгију Деж су тада отпутовали у Москву и запечатили судбину Радескуа. По њиховом повратку НДФ, настао у октобру 1944. године удруживањем КПР, ОФ и СДП, објавио је списак својих захтева: демократска влада, протеривање фашиста из државних установа, реорганизација војске на демократским основама, хитна конфискација имања преко 50 ha, сем црквених, манастирских и краљевских.

### Совјетска окупација
У првој половини фебруара је аграрна реформа још гласније тражена, а Радеску је критиковао комунисте и покушао да их се отараси у влади. На то су комунисти организовали штрајкове и побуне. Прва озбиљнија бура подигла се у металуршком комбинату Малакса у Букурешту када су комунистички надзорници 19. фебруара организовали изборе за радничке одборе. Гласање је било тајно и 4000 радника дневне смене гласало је углавном против комунистичких кандидата. Од 3000 радника ноћне смене онда је тражено да гласају јавно, те су се на преклопу смена 20. фебруара ујутру радници побунили и затворили у канцеларије комунисте. Ови су одатле позвали помоћ која је брзо стигла у виду 400 специјалаца на челу са Дежом. Дошло је до пуцњаве у којој су обе стране имале жртве. Поподне 24. фебруара око 50 000 људи окупило се испред краљевске палате како би потврдило солидарност са краљем, а онда су се окупили и комунисти који су марширали иза црвене заставе. Почело је да се пуца и један човек је пао од срчаног удара. Совјетски високи представник је тражио да командант града успостави ред или ће уместо њега то учинити Совјети. Овај то није могао. Већ увече у пуцњави су погинула два, а повређено је 11 присталица НСС. То је била комунистичка провокација, за коју су они покушали да оптуже румунску војску. Радеску се огласио исте вечери и објавио такав став. Била је то последња нецензурисана радио емисија у Румунији у наредних 45 година. На помен Ане Паукер и Василе Луке Совјети су се разгневили и одвели Радескуа у седиште Савезничке надзорне комисије где су га много злостављали током два сата. Заменик комесара спољних послова Вишински хитно је стигао код краља Михаила увече 27.2. и тражио смену Радескуа. Истовремено је смењен и совјетски представник у Савезничкој надзорној комисији. Уместо генерала Виноградова дошао је предузимљивији Сусајков. Већ сутрадан у Букурешт је доведено 6000 совјетских војника и још 4000 људи из НКВД-а. Они су 1. марта објавили демобилизацију 20 000 војника из ратног ваздухопловства, слање на фронт пешадијског гардијског пука из Букурешта, распуштање свих резервних батаљона свих пукова на фронту и слање војника у борбе. Жандармерија је смањена на са 31 000 на 14 500 људи, а планирано је и 50% мање људи у полицији. Забрањени су сви летови у Румунији.
Краљ се на инсистирање Вишинског и након саветовања са партијама сложио да нови премијер буде Петру Гроза из Отачаственог фронта, јер је заузврат било речено да се одредбе примирја неће доследно поштовати, а тиме можда и северни Ердељ буде враћен Румунији. Од 18 чланова нове владе 14 је било из НДФ-а и они су држали најважније ресоре: правде, унутрашњих послова, одбране, комуникација. Краљ је размишљао о абдикацији и за то имао подршку мајке, али су га православни патријарх, високи дворски службеници и Браћану одвратили. Од марта до августа Грозина влада је имала слабу опозицију услед докрајчивања рата, те је почела са земљишном реформом законом од 22. марта (конфискација без надокнаде свих имања преко 50 ha, имовине Немаца и њихових сарадника, одсутних земљопоседника, оних који последњих седам година нису обрађивали земљу сами) којим је земља дељена беземљашима и онима са мање од 5 ha, повећањем контроле над привредом, слабљењем непријатеља и ширењем моћи КПР. Краљ је после рата почео да пружа отпор, али није добио спољну подршку.

### Превласт комуниста
Потсдамска декларација из августа 1945. године предвиђала је да Румунија добије демократску владу, те је краљ наредио Грози да се повуче користећи своја уставна овлашћења. Овај је одбио, а онда је краљ одбио да га прими и потпише законе, чиме је његова популарност порасла. О решењу кризе одлучено је на Московској конференцији децембра. Као и у Бугарској, владу је требало проширити по једним министром из НСС и ЛП. САД и Британија су признале такву владу 4. фебруара 1946. године. Комунисти су гушили опозициону штампу, стварали раздор унутар њихових партија, користећи већ настале фракције. Унутар СДП се створила фракција која је марта 1946. године превагнула да ступи у пакт са комунистима, те је Петреску основао своју Независну социјалдемократску партију. Дана 10. јула усвојен је нови изборни закон који је укинуо Сенат, краља лишио права да поставља и смењује владу, женама дао право гласа, увео гласање у фабрикама, канцеларијама, предузећима и војним јединицама. Још маја су комунисти направили изборни савез, Блок демократских партија, са делом СДП-а, Татарескуовим либералима и ОФ-ом. Влада је искористила процес против Антонескуа који је окончан његовим погубљењем 1.6. како би блатила опозиционаре. Избори 19. октобра 1946. године протекли су уз низ крупних неправилности на којима је влада добила поражавајуће мало гласова. НСС је однела 70% гласова, али су комунисти наместили резултате по којима је БДП добио 84,5% и 348 места у скупштини, а НСС 7,75% и 33 места. Мађарима су наместили победу у три округа и дали 29 места. Овакав исход је комунистима дао одрешене руке, нарочито након потписивања мира фебруара 1947. године. Румунија се ослањала на пољопривреду, те је била тешко погођена великим сушама 1946. и 1947. године, а очекивало се да плати 300 000 000 долара ратне одштете, углавном СССР-у. Лета 1947. године у Румунију су стигли совјетски саветници, руководиоци соврома, цивили на служби у Црвеној армији, припадници тајне полиције и обезбеђења.
Закони изгласани 4. априла и 24. маја 1947. године дали су Министарству привреде и трговине пуну надлежност над индустријском производњом, страним капиталом и трговачким предузећима у наредних пет година. Законом од 6. јуна уведена је строга контрола продаје земље и приоритет државе при куповини имања. Наредног лета национализована су индустријска постројења, банке, осигуравајућа друштва, рудници и саобраћајна предузећа. Уведен је порез у роби, влада је хитно проширила надлежности РЕАЗИМ-а, организације за развој пољопривреде, узгој стоке и примену пољопривредних машина, основане новембра 1946. године. Постављене су нове народне судије које су три месеца радиле уз професионалне, уведен је мешовити кривични суд (2 народне+1 професионални судија). Током 1947. године уништене су старе партије у неколико таласа хапшења. Манију је осуђен на доживотни затвор и у затвору је и умро 1953. Фебруара 1948. године СДП се спојила са КПР у Радничку партију Румуније под вођством Дежа, а Петреску је ухапшен маја 1948. године и затворен без суђења, што је значило распад и НСДП. Татарескуови либерали и ЛП су се под притиском самораспустили, а на место министра спољних послова је уместо Татарескуа новембра 1947. године стављена Ана Паукер. Обрачун је извршен и са некомунистичким партијама унутар НДФ-а. Крајем године краљ је објавио своју веридбу са принцезом Аном Бурбонском, а Ана Паукер је изјавила да је то исувише скупо за осиромашену Румунију, те је тражена његова абдикација. Под притиском Совјета краљ Михаил је абдицирао 30. децембра 1947. године и 3. јануара 1948. године емигрирао у Швајцарску. Румунска република проглашена је 1. јануара 1948. године.

## Демографија
| Народ                     | број       | проценат |
| ------------------------- | ---------- | -------- |
| Румуни                    | 12,981,324 | 71.9     |
| Мађари                    | 1,425,507  | 7.9      |
| Немци                     | 745,421    | 4.1      |
| Јевреји                   | 728,115    | 4.0      |
| Рутени and Украјинци      | 582,115    | 3.2      |
| Руси                      | 409,150    | 2.3      |
| Бугари                    | 366,384    | 2.0      |
| Роми                      | 262,501    | 1.5      |
| Турци                     | 154,772    | 0.9      |
| Гагаузи                   | 105,750    | 0.6      |
| Чеси и Словаци            | 51,842     | 0.3      |
| Срби, Хрвати and Словенци | 51,062     | 0.3      |
| Пољаци                    | 48,310     | 0.3      |
| Грци                      | 26,495     | 0.1      |
| Татари                    | 22,141     | 0.1      |
| Јермени                   | 15,544     | 0.0      |
| Хутсули                   | 12,456     | 0.0      |
| Албанци                   | 4,670      | 0.0      |
| Други                     | 56,355     | 0.3      |
| Неопредељени              | 7,114      | 0.0      |
| Укупно                    | 18,057,028 | 100.0    |

### Највећи градови
| Место | Име                         | Популација         |
| ----- | --------------------------- | ------------------ |
| 1     | Букурешт                    | 570,881 (639,0401) |
| 2     | Кишињев (данас у Молдавији) | 114,896            |
| 3     | Чернивци (данас у Украјини) | 112,427            |
| 4     | Јаши                        | 102,872            |
| 5     | Клуж-Напока                 | 100,844            |
| 6     | Галац                       | 100,611            |
| 7     | Темишвар                    | 91,580             |

## Краљеви Румуније
- Карол I Румунски (1881–1914)
- Фердинанд Румунски (1914–1927)
- Никола Румунски (регент) (1927–1930)
- Карол II Румунски (1930–1940)
- Михај I Румунски (1927–1930; 1940–1947)

### Краљице Румуније
| Слика | Име                 | Отац                            | Рођење              | Брак               | Постала владарка  | Престала да влада | Смрт            | Супружник          |
| ----- | ------------------- | ------------------------------- | ------------------- | ------------------ | ----------------- | ----------------- | --------------- | ------------------ |
|       | Елизабета од Вида   | Херман од Вида                  | 29. децембар 1843.  | 15. новембар 1869. | 1. март 1881.     | 10. октобар 1914. | 2. март 1916.   | Херман од Вида     |
|       | Марија од Единбурга | Алфред од Саксен-Кобурга и Готе | 29. октобар 1875.   | 10. јануар 1893.   | 10. октобар 1914. | 20. јул 1927.     | 18. јул 1938.   | Фердинанд Румунски |
|       | Ана Румунска        | Рене од Бурбон-Парме            | 18. септембар 1923. | 10. јун 1948.      | 10. јун 1948.     | данас             | 1. август 2016. | Михај Румунски     |

## Заставе
- Royal Standard (1881–1922)
- Royal Standard (1922–1947)